# Westphalweg
Westphalweg - stacja metra w Berlinie na linii U6, w dzielnicy Mariendorf, w okręgu administracyjnym Tempelhof-Schöneberg. Stacja została otwarta w 1966.